# Melanie Göldner
Melanie Göldner (* 12. Juli 1996 in Hoppenrade) ist eine deutsche Ruderin.

## Karriere
Göldner gewann 2014 bei den Junioren-Weltmeisterschaften den Titel im Einer. Ein Jahr später wurde sie bei den U23-Weltmeisterschaften zusammen mit Tina Christmann, Anne Beenken und Carina Böhlert 5. im Doppelvierer.
In der Saison 2017 gewann sie zusammen mit Laura Kampmann das B-Finale bei den U23-Weltmeisterschaften, was Platz 7 bedeutete. Bei den U23-Weltmeisterschaften 2018 startete sie wieder im Doppelvierer. Zusammen mit Sophie Leupold, Maren Völz und Alicia Bohn belegte sie den 4. Platz.
2019 wechselte sie in den Achter, der bei den Weltmeisterschaften in Linz/Ottensheim auf den zehnten Platz fuhr. Bei den Europameisterschaften 2020 konnte sie im Achter die Silbermedaille gewinnen, hinter den Rumäninnen.

## Internationale Erfolge
- 2014: Goldmedaille Junioren-Weltmeisterschaften im Einer
- 2015: 5. Platz U23-Weltmeisterschaften im Doppelvierer
- 2017: 7. Platz U23-Weltmeisterschaften im Doppelzweier
- 2018: 4. Platz U23-Weltmeisterschaften im Doppelvierer
- 2019: 10. Platz Weltmeisterschaften im Achter
- 2020: Silbermedaille Europameisterschaften im Achter